# Radivoje Manić
Radivoje Manić (sinh ngày 16 tháng 1 năm 1972) là một cầu thủ bóng đá người Serbia.

## Đội tuyển bóng đá quốc gia Serbia
Radivoje Manić thi đấu cho đội tuyển bóng đá quốc gia Serbia từ năm 1997.

## Thống kê sự nghiệp
| Đội tuyển bóng đá Serbia | Đội tuyển bóng đá Serbia | Đội tuyển bóng đá Serbia |
| Năm                      | Trận                     | Bàn                      |
| ------------------------ | ------------------------ | ------------------------ |
| 1997                     | 1                        | 0                        |
| Tổng cộng                | 1                        | 0                        |